# Guillaume Martin
Guillaume Martin (* 9. Juni 1993 in Paris) ist ein französischer Radrennfahrer und Autor.

## Radsport-Karriere
Als Juniorenfahrer gewann Martin eine Etappe des Nationen-Cup-Rennen Course de la Paix. Im Jahr 2015 gewann er die U23-Austragung des Klassikers Lüttich–Bastogne–Lüttich und eine Etappe der Tour de l’Avenir, einem Wettbewerb des UCI Nations’ Cup U23, den er bei seinem dritten Antritt auf dem zehnten Gesamtrang beendete.
Hierauf erhielt er ab der Saison 2016 einen Vertrag beim UCI Professional Continental Team Wanty-Groupe Gobert und wurde in seiner ersten Saison Zweiter der Österreich-Rundfahrt und Vierter der Tour de l’Ain. Mit der Tour de France 2017 fuhr er seine erste Grand Tour, wurde Tagesdritter bei der Bergankunft der 8. Etappe und beendete die Frankreichrundfahrt als 23. der Gesamtwertung. Im folgenden August gewann er eine Etappe der Tour du Limousin und damit sein erstes internationales Eliterennen. Es folgten Gesamtwertungssiege der Etappenrennen Tour du Gévaudan Languedoc-Roussillon, Giro della Toscana und im Jahr 2018 beim Circuit Cycliste Sarthe. Im Jahr 2019 gewann er beim Giro di Sicilia die Bergankunft auf dem Ätna und wurde Zweiter der Gesamtwertung. Bei der Tour de France belegte er in den Jahren Tour de France 2018 und 2019 die Plätze 21 und zwölf.
Zur Saison 2020 wechselte Martin zum UCI WorldTeam Cofidis und absolvierte sein erstes Rennen bei der Vuelta a San Juan Internacional, wo er die Bergwertung für sich entschied. Nach einer längeren Rennpause, die durch die COVID-19-Pandemie bedingt war, wurde er Dritter der Mont Ventoux Dénivelé Challenge sowie des Critérium du Dauphiné und galt bei der Tour de France 2020 als potentieller Podiumsanwärter. Nach den ersten Bergetappen in den Pyrenäen lag er auf dem dritten Gesamtrang, ehe er die Frankreich-Rundfahrt als bester Franzose auf dem elften Gesamtrang beendete. Er wurde Elfter der Tour de France 2020. Nachdem er sie Straßenradsport-Weltmeisterschaften in Imola und Lüttich–Bastogne–Lüttich bestritten hatte, ging er bei der anschließenden Vuelta a España 2020 an den Start, gewann die Bergwertung und wurde 14. der Gesamtwertung. Zu Beginn des Jahres 2021 siegte er bei der Mercan’Tour Classic Alpes-Maritimes und beendete die Tour de France 2021 mit seiner bis dahin besten Gesamtplatzierung als Achter. Nachdem er die Olympischen Spiele in Tokio für die französische Nationalmannschaft bestritten hatte, fuhr er auch bei der Vuelta a España 2021 als Neunter in die Top 10.
Im Jahr 2022 startete Guillaume Martin erstmals beim Giro d’Italia, den er als 14. beendete. Die Tour de France 2022 musste er nach der 8. Etappe aufgeben, gewann jedoch wenige Wochen später die Gesamtwertung der Tour de l’Ain. Ein Jahr später fuhr er bei Lüttich–Bastogne–Lüttich 2023 erstmals in die Top 10 eines Monuments des Radsports und wurde Zehnter der Tour de France 2023. Im Jahr 2024 beendete er die Tour de France als 13. und kritisierte nach der Rundfahrt das Equipment seiner Mannschaft. Er meinte das sein Rad mit 7,7 Kilogramm ein Kilogramm schwerer war als das zugelassene Mindestgewicht und, dass er aus diesem Grund auf einen Leistungsmesser verzichtet hatte, um 200 Gramm zu sparen. Wenige Tage später gab er seinen Wechsel zur Groupama-FDJ-Mannschaft bekannt.
Seinen ersten Saisonsieg für sein neues Team feierte er im April, als er das französische Eintagesrennen Classic Grand Besançon Doubs gewann. Tags drauf siegte er auch bei der Tour du Jura Cycliste. Bei der Tour de France verpasste er jedoch als 16. einen Platz in den Top 10.

## Studium und Veröffentlichungen
Martin schloss an der Universität Nanterre das Studium der Philosophie ab. Als Kolumnist der Zeitung Le Monde schrieb er ein philosophisches Tour-de-France-Tagebuch. Er ist Autor des Theaterstücks Platon vs. Platoche. Bis 2025 erschienen drei von ihm verfasste Bücher:
- Sokrates auf dem Rennrad. Eine Tour de France der Philosophen. Covadonga, 2021, ISBN 978-3-95726-053-6.[7][8]
- Die Gesellschaft des Pelotons. Eine Philosophie des Einzelnen in der Gruppe. Covadonga, 2022, ISBN 978-3-95726-066-6.
- als Guillaume Martin-Guyonnet: Von Menschen, die träumen. Covadonga, 2025, ISBN 978-3-95726-100-7.

## Erfolge
2011
- eine Etappe Course de la Paix (Junioren)

2015
- Lüttich–Bastogne–Lüttich Espoirs
- eine Etappe Tour de l’Avenir

2017
- eine Etappe Tour du Limousin
- Gesamtwertung und eine Etappe Tour du Gévaudan Languedoc-Roussillon
- Gesamtwertung und eine Etappe Giro della Toscana

2018
- Gesamtwertung und eine Etappe Circuit Cycliste Sarthe

2019
- eine Etappe Giro di Sicilia

2020
- Bergwertung Vuelta a San Juan Internacional
- Bergwertung Vuelta a España

2021
- Mercan'Tour Classic Alpes-Maritimes

2022
- Gesamtwertung und eine Etappe Tour de l’Ain

2025
- Classic Grand Besançon Doubs
- Tour du Jura Cycliste

## Wichtige Platzierungen
| Grand Tour            | 2016 | 2017 | 2018 | 2019 | 2020 | 2021 | 2022 | 2023 | 2024 | 2025 |
| --------------------- | ---- | ---- | ---- | ---- | ---- | ---- | ---- | ---- | ---- | ---- |
| Giro d’ItaliaGiro     | –    | –    | –    | –    | –    | –    | 14   | –    | –    | –    |
| Tour de FranceTour    | –    | 23   | 21   | 12   | 11   | 8    | DNF  | 10   | 13   | 16   |
| Vuelta a EspañaVuelta | –    | –    | –    | –    | 14   | 9    | –    | –    | 15   |      |

| Monument                 | 2016 | 2017 | 2018 | 2019 | 2020 | 2021 | 2022 | 2023 | 2024 | 2025 |
| ------------------------ | ---- | ---- | ---- | ---- | ---- | ---- | ---- | ---- | ---- | ---- |
| Mailand–Sanremo          | –    | –    | –    | –    | –    | 53   | –    | –    | –    | –    |
| Flandern-Rundfahrt       | –    | –    | –    | –    | –    | –    | –    | –    | –    | –    |
| Paris–Roubaix            | –    | –    | –    | –    | –    | –    | –    | –    | –    | –    |
| Lüttich–Bastogne–Lüttich | 120  | 94   | 33   | 19   | 14   | 15   | 33   | 6    | 18   | 21   |
| Lombardei-Rundfahrt      | –    | –    | –    | –    | –    | 44   | 32   | 52   | 43   |      |